# 御茶ノ水女子大学附属幼稚園
もしかして
- お茶の水女子大学附属幼稚園

ではありませんか？